# École supérieure de technologie d'Agadir
 (avril 2025).
Motif : Sources attestant de la notoriété ?
- Archive Wikiwix
- Bing
- Cairn
- DuckDuckGo
- E. Universalis
- Gallica
- Google
- G. Books
- G. News
- G. Scholar
- Persée
- Qwant
- (zh) Baidu
- (ru) Yandex
- (wd) trouver des œuvres sur Wikidata

| 1. | Préciser le motif de la pose du bandeau. | Précisez le motif de la pose du bandeau en utilisant la syntaxe suivante : {{admissibilité à vérifier\|date=mai 2025\|motif=remplacez ce texte par le motif}}                                                 |
| 2. | Informer les utilisateurs concernés.     | Pensez à avertir le créateur de l'article, par exemple, en insérant le code ci-dessous sur sa page de discussion : {{subst:avertissement admissibilité à vérifier\|École supérieure de technologie d'Agadir}} |

 (avril 2025).
Si vous disposez d'ouvrages ou d'articles de référence ou si vous connaissez des sites web de qualité traitant du thème abordé ici, merci de compléter l'article en donnant les références utiles à sa vérifiabilité et en les liant à la section « Notes et références ».
Pour les articles homonymes, voir ESTA.
L’École Supérieure de Technologie d'Agadir (ESTA);(Tamazight: ⵜⵉⵏⵎⵍ ⵜⴰⵏⴰⴼⵍⵍⴰⵜ ⵏ ⵜⵉⴽⵏⵓⵍⵓⵊⵉⵜ-ⴰⴳⴰⴷⵉⵔ), créée en 1990, est une école marocaine d'enseignement supérieur public. Elle fait partie du réseau des écoles supérieures de technologie et relève de l'Université Ibn Zohr d'Agadir.

## Formations
L'école Supérieure de Technologie (EST) dispense en 2 ans une formation universitaire et technologique. Cette formation est sanctionnée par le Diplôme Universitaire de Technologie (DUT).   
FILIÈRES DUT:
- Génie Bio-Industriel (GBI).
- Génie Electrique (GE).
- Techniques de Management (TM).
- Techniques de communication et de commercialisation (TCC).
- Génie Informatique (GI).